# (12577) Samra
(12577) Samra est un astéroïde de la ceinture principale.

## Description
(12577) Samra est un astéroïde de la ceinture principale. Il fut découvert le 7 septembre 1999 à Socorro (Nouveau-Mexique) par le projet LINEAR. Il présente une orbite caractérisée par un demi-grand axe de 2,75 UA, une excentricité de 0,09 et une inclinaison de 4,4° par rapport à l'écliptique.

## Compléments